# Electromagnetismo computacional
Electromagnetismo computacional, computacional electrodinámica o electromagnética de modelado es el proceso de modelado de la interacción de los campos electromagnéticos con los objetos físicos y el medio ambiente.
Normalmente implica el uso eficiente computacionalmente aproximaciones a las ecuaciones de Maxwell y se utiliza para calcular la antena de rendimiento, compatibilidad electromagnética, de radar de la sección transversal y la propagación de la onda electromagnética cuando no se encuentra en el espacio libre.
Una parte específica de electromagnetismo computacional tiene relación con la radiación electromagnética dispersada y absorbida por las partículas pequeñas.

## Antecedentes
Varios problemas electromagnéticos del mundo real como el de la dispersión electromagnética, la radiación electromagnética, el modelado de las guías de onda , etc., no son analíticamente calculables, por la multitud de geometrías irregulares que se encuentran en dispositivos reales. Las técnicas computacionales numéricas pueden superar la incapacidad para derivar la forma cerrada de las soluciones de las ecuaciones de Maxwell bajo las diversas relaciones constitutivas de los medios de comunicación, y las condiciones de contorno. Esto hace al electromagnetismo computacional (EMC) importante para el diseño y modelado de antenas, radares, satélites y otros sistemas de comunicación, dispositivos nanofotónicos y de silicio de alta velocidad, las imágenes médicas, el diseño de las antenas para la telefonía celular, entre otras aplicaciones.